# Normas para proceder ao discernimento de presumíveis aparições e revelações
Normas para proceder ao discernimento de presumíveis aparições e revelações (latim eclesiástico: Normae de modo procedendi in diudicandis praesumptis apparitionibus ac revelationibus) é um documento de 1978 escrito pela Congregação para a Doutrina da Fé (CDF. Hoje "Dicastério para a Doutrina da Fé") do Vaticano, que estabelece diretrizes para os bispos católicos no discernimento de reivindicações de revelação privada, como as aparições marianas. Especifica o modo de discernimento e as autoridades competentes para realizá-lo.

## História
Em novembro de 1974, quando a Sagrada Congregação para a Doutrina da Fé se reuniu para sua Congregação Plenária anual, parte da discussão dizia respeito a problemas relacionados a aparições e revelações relatadas. Novos desenvolvimentos em teologia e psicologia levantaram questões sobre como avaliar afirmações de tais eventos. O fruto eventual dessas discussões foi um documento de quatro páginas em latim com o título "Normae S. Congregationis pro doctrina fidei de modo procedendi in diudicandis praesumptis apparitionibus ac Revelationibus". O documento foi aprovado pelo Papa Paulo VI em fevereiro de 1978 e foi assinado pelo cardeal Franjo Šeper e pelo arcebispo Jérôme Hamer, então prefeito e secretário da CDF.
A Santa Sé decidiu que o texto era um documento "interno" destinado aos bispos e, como tal, não precisava ser publicado. Foi dado aos bispos “ sub secreto ” e não publicado no jornal oficial da Santa Sé, Acta Apostolicae Sedis. No entanto, trechos do texto e traduções dele apareceram impressos e na internet de 1994 a 2010.    Em 2012, a Congregação para a Doutrina da Fé divulgou o texto ao público em latim e cinco traduções vernáculas com um novo prefácio do Cardeal William Levada, prefeito da CDF.

## Resumo

### Capítulo 1: Critérios
O documento especifica vários critérios, tanto positivos como negativos, que as autoridades eclesiais devem levar em conta ao fazer uma avaliação de uma suposta aparição ou outra revelação privada. Critérios positivos incluem certeza razoável da ocorrência factual da revelação, qualidades positivas do vidente (equilíbrio mental, honestidade, sinceridade, retidão moral, obediência à autoridade da Igreja, capacidade de praticar a Fé de maneira normal, além dos fenômenos extraordinários, etc.). .), o conteúdo teológico preciso das mensagens, e a promoção de frutos espirituais positivos na vida das pessoas (espírito de oração, conversão, obras de caridade resultantes, etc. ).
Critérios negativos que servem como "bandeiras vermelhas" na avaliação de uma aparição ou revelação incluem a incapacidade de estabelecer certeza factual, erros teológicos nas mensagens, evidência de busca de ganho financeiro em conexão com as supostas revelações e distúrbios psicológicos ou imoralidade grave por parte dos videntes ou outros intimamente associados aos eventos.

### Capítulo 2: Intervenção
O documento diz que a intervenção deve ocorrer imediatamente se um suposto evento sobrenatural começar a ganhar seguidores. Faz uma distinção entre a revelação privada e a devoção que a envolve, dizendo que a autoridade eclesial pode autorizar a devoção sem autorizar a própria suposta revelação. A autoridade competente deve intervir rapidamente em caso de claro erro doutrinário ou outros perigos para os fiéis, mas deve exercer reserva em caso de dúvida.

### Capítulo 3: Autoridade Competente
A responsabilidade primária recai sobre o Ordinário local (isto é, o bispo do lugar onde ocorre o suposto evento). Se o Ordinário o solicitar, a conferência episcopal da área pode intervir. A Santa Sé pode intervir a qualquer momento, quer seja ou não solicitado.

### Capítulo 4: Intervenção do CDF
Quando a CDF da Santa Sé intervém – seja por solicitação ou por vontade própria – ela optará por ajudar a investigação existente ou assumir sua própria investigação separada.

## Substituição
Foi substituído em maio de 2024 por Normas para proceder no discernimento de presumidos fenômenos sobrenaturais.